# Olga Záitseva
Olga Alexéyevna Záitseva –en ruso, Ольга Алексеевна Зайцева– (Moscú, 16 de mayo de 1978) es una deportista rusa que compitió en biatlón.
Participó en cuatro Juegos Olímpicos de Invierno, entre los años 2002 y 2014, obteniendo en total tres medallas: oro en Turín 2006 y oro y plata en Vancouver 2010 y plata en Sochi 2014. En Sochi 2014 obtuvo la medalla de plata en la prueba de relevos, pero fue descalificado tres años después por dopaje.
Ganó ocho medallas en el Campeonato Mundial de Biatlón, en los años 2005 y 2009, y una medalla de plata en el Campeonato Europeo de Biatlón de 2001.

## Palmarés internacional
| Juegos Olímpicos   | Juegos Olímpicos            | Juegos Olímpicos  | Juegos Olímpicos |
| Año                | Lugar                       | Medalla           | Prueba           |
| ------------------ | --------------------------- | ----------------- | ---------------- |
| 2006               | Turín (Italia)              | Medalla de oro    | Relevos          |
| 2010               | Vancouver (Canadá)          | Medalla de oro    | Relevos          |
| 2010               | Vancouver (Canadá)          | Medalla de plata  | Salida en grupo  |
| 2014               | Sochi (Rusia)               | DSC               | Relevos          |
| Campeonato Mundial |                             |                   |                  |
| Año                | Lugar                       | Medalla           | Prueba           |
| 2005               | Hochfilzen (Austria)        | Medalla de oro    | Relevos          |
| 2005               | Hochfilzen (Austria)        | Medalla de plata  | Velocidad        |
| 2005               | Janty-Mansisk (Rusia)       | Medalla de plata  | Relevo mixto     |
| 2005               | Janty-Mansisk (Rusia)       | Medalla de bronce | Persecución      |
| 2009               | Pyeongchang (Corea del Sur) | Medalla de oro    | Velocidad        |
| 2009               | Pyeongchang (Corea del Sur) | Medalla de oro    | Persecución      |
| 2009               | Pyeongchang (Corea del Sur) | Medalla de bronce | Salida en grupo  |
| 2009               | Pyeongchang (Corea del Sur) | Medalla de bronce | Relevos          |
| Campeonato Europeo |                             |                   |                  |
| Año                | Lugar                       | Medalla           | Prueba           |
| 2001               | Haute-Maurienne (Francia)   | Medalla de plata  | Relevo           |